# Honda CR-Z

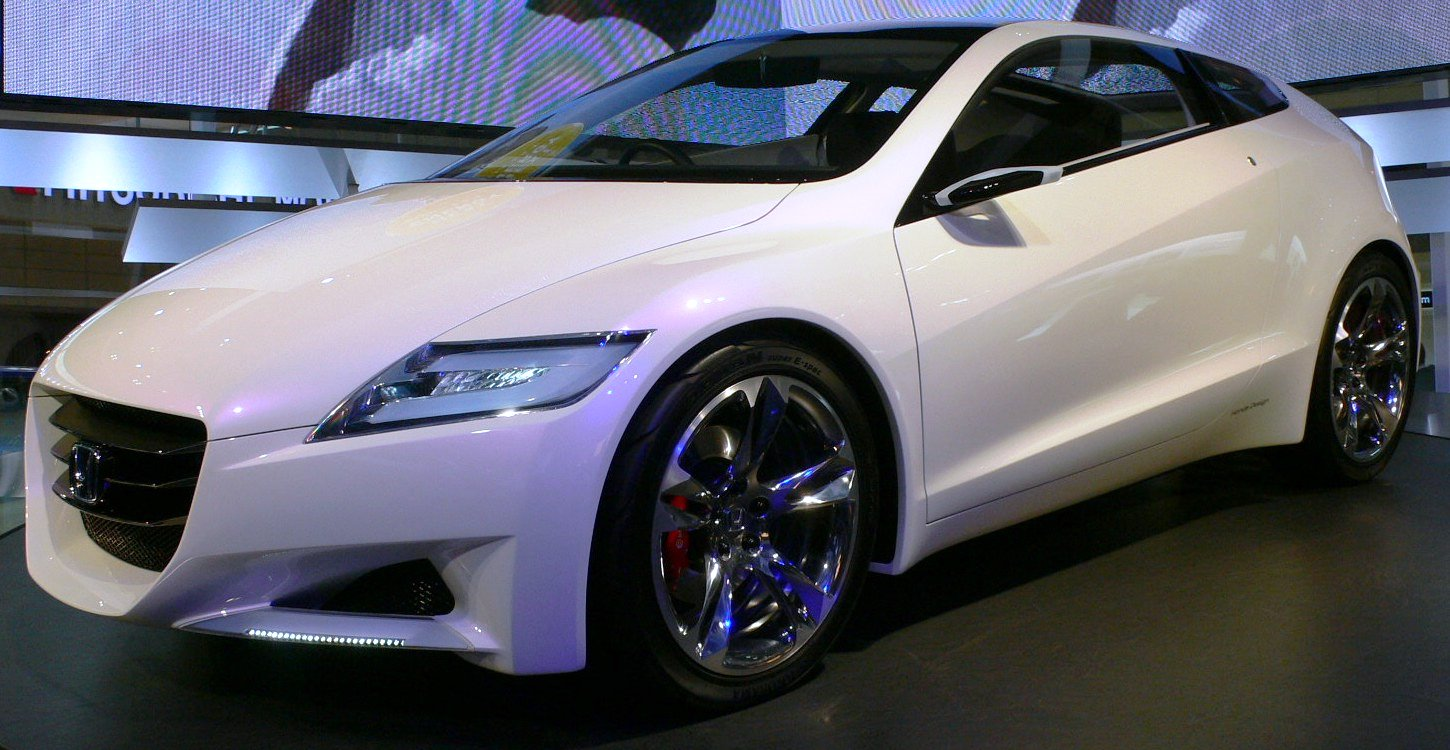
De Honda CR-Z als concept tijdens de Tokyo Motor Show 2007.

De Honda CR-Z (Compact Renaissance Zero) is een hybride elektrische auto van het Japanse automerk Honda. Met zijn sportieve eigenschappen wordt de wagen beschouwd als de spirituele opvolger van de Honda CRX. Wereldwijd was het de eerste benzine-elektrische hybride wagen met een manuele transmissie. De CR-Z is nog maar de zesde wagen die gebruikmaakt van Honda's Integrated Motor Assist-technologie.
Op 9 oktober 2007 werd door Honda bekendgemaakt dat de CR-Z hun nieuwste model zou worden en dat deze twee weken later als conceptauto zou worden voorgesteld tijdens de Tokyo Motor Show. De uiteindelijke verkoop van de wagen startte in Japan in februari 2010.
In 2010 werd de Honda CR-Z benoemd tot Japans Auto van het Jaar.
Van Euro NCAP kreeg de auto in 2011 drie sterren.

## Mugen
In 2011 nam Mugen, het tuningmerk dat sterk gerelateerd is aan Honda, de CR-Z onder handen. De wagen kreeg er 57 kW bij waardoor het totaal op 150 kW werd gebracht. Naast de talloze motorische aanpassingen werd de CR-Z ook aangepast met een bodykit en weegt deze versie 52 kg minder dan de standaard-uitvoering.
In het introductiejaar (2010) van de CR-Z werden er 146 auto's van verkocht, in 2011 waren dat er nog maar 118. Het verkoopaantal daalde vervolgens in 2012 tot 84 stuks. Ondanks de facelift die de CR-Z gekregen heeft in 2013 werden er dat jaar maar 33 van verkocht. Honda heeft besloten sinds februari 2014 geen nieuwe CR-Z auto's meer in Nederland te verkopen.